# Nicaria latisquamalis
Nicaria latisquamalis is een vlinder uit de familie van de grasmotten (Crambidae). De wetenschappelijke naam van de soort is voor het eerst gepubliceerd in 1880 door Pieter Snellen.
De soort komt voor in Indonesië (Sulawesi).